# MDaemon
MDaemon Email Server est un serveur de messagerie collaboratif pour Windows développé par Alt-N Technologies, rebaptisée en MDaemon Technologies depuis 2018, société située à Grapevine au Texas . 
MDaemon compte parmi ses fonctionnalités un filtre anti-spam intégré avec analyse heuristique et bayésienne, le chiffrement SSL et TLS, le support des dossiers publics et partagés, des listes de diffusion, un client webmail, le partage de données (calendrier, contacts, tâches & notes), la synchronisation OTA (over-the-air) de terminaux mobiles avec ActiveSync (licence additionnelle requise), et MDaemon Connector pour Outlook (licence additionnelle requise).

## Structure de fichiers
Les principaux fichiers de configuration de MDaemon sont stockés dans le répertoire MDaemon/App et les e-mails sont enregistrés dans des fichiers plats, dans le répertoire MDaemon/Users . 

## Création
MDaemon a été créé au milieu des années 1990 par Arvel Hathcock. Arvel a commencé le développement de logiciels dès l’âge de 14 ans à l’aide d’un TRS-80 MC-10 offert par son père. Après avoir conçu un logiciel de tableau d’affichage pour plusieurs entreprises, il rejoint la société Mailing List Systems Corporation. Insatisfait des tarifs des logiciels de messagerie existants, il décide de concevoir son propre serveur, MDaemon, et fonde pour cela la société Alt-N Technologies en 1996.

## Applications incluses dans MDaemon

### WorldClient (Webmail)
MDaemon inclut une interface webmail (WorldClient) permettant d’accéder, à partir d’un navigateur web, aux e-mails, calendriers, contacts, documents, tâches et notes. Les utilisateurs ont la possibilité de partager leurs documents soit en les joignant à leurs messages, soit en les stockant dans un dossier partagé nommé « Documents » par simple glisser-déposer. Des droits d’accès personnalisés sont configurables au niveau des dossiers publics et partagés afin de permettre le travail de groupe. Une fenêtre de chat intégrée permet aux utilisateurs MDaemon de communiquer entre eux de façon instantanée .

### Administration à distance (WebAdmin)
L’interface d’administration à distance fournit un accès à la plupart des paramètres de MDaemon, tels que la gestion des comptes, les options de sécurité, la gestion des terminaux mobiles, ainsi qu’un accès aux fichiers journaux.

### Messagerie instantanée privée (ComAgent)
Le client de messagerie instantané ComAgent permet aux utilisateurs d’une entreprise de converser en groupe, de partager des fichiers, d’avertir les utilisateurs lors de l’arrivée d’e-mails et de synchroniser automatiquement le carnet d’adresses. 

## Modules additionnels pour MDaemon

### SecurityPlus for MDaemon
SecurityPlus for MDaemon fournit des fonctionnalités antivirus et anti-spam (en plus des fonctionnalités intégrées du Filtre anti-spam de MDaemon), reposant sur les technologies RDP (Recurrent Pattern Detection) et Zero Hour pour une protection instantanée.

### Outlook Connector for MDaemon
Outlook Connector for MDaemon offre des fonctionnalités de partage et de collaboration aux utilisateurs de Microsoft Outlook. Outlook Connector donne la possibilité de partager des dossiers à l’aide de droits d’accès personnalisés, d’effectuer du travail de groupe et de programmer un répondeur automatique d’absence du bureau. Ce module est disponible dans plusieurs langues.

### ActiveSync for MDaemon
Le module ActiveSync for MDaemon est disponible sous forme de licence séparée et inclut le support des dernières versions de Microsoft Exchange ActiveSync (EAS) (protocoles 2.5, 12.1, 14.0 et 14.1). ActiveSync permet d’effectuer une synchronisation native des e-mails, calendrier, contacts et tâches par défaut d’un utilisateur entre le compte MDaemon, WorldClient (webmail) ou Outlook (à l’aide du module Outlook Connector) et un terminal compatible avec ActiveSync. Parmi ses autres fonctionnalités : politiques personnalisables, possibilité d’effacer un terminal à distance, découverte automatique, synchronisation de dossiers multiples, vérification du carnet d’adresses global, transmissions chiffrées en SSL, listes blanches et listes noires de terminaux, suppression des paramètres des périphériques inactifs, restrictions de protocoles selon les terminaux.

## Historique des versions

### MDaemon 1
La première version de MDaemon n’a pas été diffusée publiquement. Parmi ses fonctionnalités : 
Quotas de comptes, listes noires d’expéditeurs, alias avec caractères jokers, transfert automatique d’e-mails, port de messagerie configurable, temporisateurs appliqués aux protocoles, valeurs d’inactivité de session, emplacements de stockage configurables, sauvegarde et restauration simples via une structure de fichiers plats, écran IP et suppression d’adresses, bouclier IP, listes de diffusion (résumés, système d’inscription/désinscription, options de modération, accès en envoi seul/lecture seule et archivage), réponse automatique d’absence du bureau, journaux de session en temps réel, archivage simplifié de messages (on / off) dans des dossiers publics ou à une adresse définie, politique de site en début de session SMTP, protocoles SMTP, POP3, MultiPOP, et envoi direct d’e-mails au serveur de messagerie du destinataire ou à un hôte de relais.

### MDaemon 2
La première version publique de MDaemon est sortie le 31 juillet 1996. Parmi ses fonctionnalités :
Restrictions de comptes, anti-relais, IP et hôtes de confiance, WorldClient (client webmail) avec accès aux e-mails, contacts et calendrier.

### MDaemon 3
Version sortie le 29 février 2000. Parmi ses fonctionnalités :
Import/export de comptes, filtre de contenu, listes noires DNS, protocole IMAP, alertes “espace disque faible”, domaines de messagerie multiples, support des bases de données ODBC, filtre anti-spam avec apprentissage heuristique et bayésien, technologie RDP (Recurrent Pattern Detection).

### MDaemon 4
Version sortie le 10 avril 2001. Parmi ses fonctionnalités :
Suppression automatique d’anciens e-mails et de comptes inactifs, création automatique de passerelles lors de l’utilisation de MDaemon en tant que serveur MX, DomainPOP, partage de dossiers, règles de filtrage de courrier IMAP, support des bases de données LDAP, transmission ODMR (On-Demand Mail Relay), vérification inverse, dossiers IMAP publics et partagés hébergés sur le serveur avec liste de droits d’accès (ACL), authentification SMTP.

### MDaemon 5
Version sortie le 25 septembre 2001. Parmi ses fonctionnalités :
Compression des pièces jointes, restrictions appliquées aux pièces jointes, messagerie instantanée privée (ComAgent) (chat, conversations de groupe, liste d’amis, partage de fichiers, notifications de réception de nouveaux e-mails, historique), synchronisation de contacts.

### MDaemon 6
Version sortie le 1er juillet 2002. Parmi ses fonctionnalités :
Écran IP automatique, détection et prévention contre les attaques par déni de service, par dictionnaire et force brute (écran dynamique), écran d’hôte, partage de calendrier et programmation d’événements.

### MDaemon 6.5
Version sortie le 29 octobre 2002. Parmi ses fonctionnalités :
Répulsion, WorldClient (client webmail) – support SSL (Secure Socket Layer) .

### MDaemon 6.7
Version sortie le 10 février 2003. Parmi ses fonctionnalités :
Régulation de la bande passante, fonctionnalités de travail collaboratif (dossiers Calendrier, Contacts, Tâches, Notes et documents avec partage de dossiers publics/privés), support de MS Outlook (e-mails, Calendrier, Contacts, Tâches, Notes et documents avec partage de dossiers publics/privés) et demandes de rendez-vous avec mise à jour automatique des participants.

### MDaemon 6.8
Version sortie le 10 juin 2003. Parmi ses fonctionnalités :
Vérification de destinataires LDAP, SSL / TLS / StartTLS.

### MDaemon 7
Version sortie le 2 mars 2004. Parmi ses fonctionnalités :
Fichier de signature par compte/domaine, service de mise à jour automatique, listes de diffusion - ODBC, pièges à spam, mots de passe forts, filtre anti-spam – listes noires, filtre anti-spam – listes blanches, WorldClient (webmail) – thème Mobile.

### MDaemon 7.1
Version sortie le 11 mai 2004. Parmi ses fonctionnalités :
Détection des adresses e-mail usurpées.

### MDaemon 8
Version sortie le 12 avril 2005. Parmi ses fonctionnalités :
Support de modules personnalisés, DomainKeys, DKIM (DomainKeys Identified Mail) – signatures et vérification, HashCash, file temporaire pour les erreurs, analyse antivirus en ligne (moteur Kaspersky Antivirus), configurations LDAP multiples pour les domaines passerelles, système de gestion des files d’attente, SpamAssassin 3, WorldClient (webmail) – Notes et Tâches.

### MDaemon 8.1
Version sortie le 26 juillet 2005. Parmi ses fonctionnalités :
Liste grise.

### MDaemon 9
Version sortie le 4 avril 2006. Parmi ses fonctionnalités :
Surveillance Active Directory, processus différent pour l’anti-spam (MDSpamD), calendrier avec système de planification et gestion des disponibilités, listes de diffusion - Active Directory, Sender Policy Framework (SPF) et Sender ID, administration à distance via le web (WebAdmin), accès sans fil à la messagerie, aux Contacts, Calendrier et Tâches avec IMAP et SyncML5, WorldClient (webmail) - Unicode UTF-8 en sortie, protection instantanée Zero HourTM.

### MDaemon 9.5
Version sortie le 24 octobre 2006. Parmi ses fonctionnalités : 
Protection contre les retours de courrier, mise en file d’attente personnalisée.

### MDaemon 9.6
Version sortie le 12 juin 2007. Parmi ses fonctionnalités :
Groupes de comptes, validation de comptes à l’aide d’un serveur Minger.

### MDaemon 10
Version sortie le 26 août 2008. Parmi ses fonctionnalités :
Partage de domaine (partage d’un domaine sur plusieurs serveurs), programmation illimitée d’envoi des messages, certification VBR (Vouch-By-Reference), WorldClient (webmail) – lecteur accessible aux personnes handicapées, fuseau horaire configurable.

### MDaemon 11
Version sortie le 10 mars 2010. Parmi ses fonctionnalités :
Liens vers les pièces jointes – stockage et récupération des pièces jointes à la demande, téléchargement rapide des messages, DKIM – vérification ADSP, e-mails de notification pour les tentatives de violation des restrictions de comptes.

### MDaemon 12
Version sortie le 15 février 2011. Parmi ses fonctionnalités :
BlackBerry – Support de BlackBerry OS 7 et inférieur via BlackBerry Enterprise Server (BES) incluant : messagerie avancée, synchronisation sans fil, gestion de calendrier, contacts intégrés, sécurité des terminaux et gestion de politiques IT, technologie BlackBerry Balance et accès sans fil à distance.
Console d’administration unique pour la gestion des BlackBerry : gestion des politiques par domaine, politiques IT personnalisables par périphérique, paramètres de mots de passe et de réinitialisation, effacement des terminaux à distance.
BlackBerry – support du push mail BlackBerry (OS 7 et inférieur), mapping de dossiers, synchronisation du calendrier et des contacts via BlackBerry Internet Service (BIS).
WorldClient (webmail) – messagerie instantanée d’entreprise privée (ComAgent) avec chat, liste de contacts, historique et conversations de groupe.

### MDaemon 12.5
Version sortie le 18 octobre 2011. Parmi ses fonctionnalités :
Listes blanches par compte et listes noires de destinataires.

### MDaemon 13
Version sortie le 4 septembre 2012. Parmi ses fonctionnalités :
Détection et arrêt des comptes piratés, extensions IMAP "Compress" et "Binary", système simplifié de gestion de tickets, graphiques sur le trafic.
ActiveSync – synchronisation OTA (Over-The-Air) des e-mails de l’utilisateur, du calendrier des contacts et des tâches sur iPhone, Android, Windows Phone et BlackBerry (OS 10) avec service de découverte automatique (Autodiscover).
Console d’administration unique pour la gestion des politiques IT des terminaux, par domaine ou personnalisées par périphérique, paramètres de mots de passe et de réinitialisation, effacement des terminaux à distance.
WorldClient (webmail) – personnalisation du logo, dossier Documents, glisser-déposer des pièces jointes.

### MDaemon 13.5
Version sortie le 18 juin 2013. Parmi ses fonctionnalités :
modèles de comptes avec paramètres configurés automatiquement, journaux de session en couleur, restrictions et paramètres de mots de passe, compteurs de performance, gestionnaire de dossiers publics, liens vers les pièces jointes pour les éléments sortants.
ActiveSync – protocoles 2.5, 12.1, 14.0 et 14.1, expiration des mots de passe, niveau de complexité des mots de passe, taille maximale des pièces jointes, mot de passe alphanumérique obligatoire, cryptage des terminaux, désactivation de l’appareil photo, et autres options de politiques, listes blanches et listes noires de périphériques, support de Microsoft Outlook 2013 et Windows 8 Mail.
Messagerie instantanée privée (ComAgent) - Support multilingue.

## Langues disponibles
MDaemon est disponible en plusieurs langues.

### MDaemon Messaging Server
Disponible en 9 langues:
anglais, espagnol, français, allemand, italien, japonais, portugais, russe, chinois.

### WorldClient (webmail)
Disponible en 27 langues:
anglais, allemand, français, espagnol, russe, japonais, portugais, italien, chinois, tchèque/cesky, indonésien, grec, français canadien, danois, finnois, norvégien/bokmal, suédois, coréen, hongrois, néerlandais, turc, taïwanais, polonais, hrvatski/croate, serbe, slovène, vietnamien.

### Administration à distance (WebAdmin)
Disponible en 11 langues:
anglais, allemand, français, espagnol, russe, japonais, portugais, italien, chinois, néerlandais, suédois.

### Messagerie instantanée privée (ComAgent)
Disponible en 13 langues:
anglais, allemand, français, espagnol, russe, japonais, portugais, italien, chinois, néerlandais, suédois, polonais, thaï.

### SecurityPlus for MDaemon
Disponible en 9 langues:
anglais, espagnol, français, allemand, italien, japonais, portugais, russe, chinois.

### Outlook Connector for MDaemon
Disponible en 16 langues:
anglais, allemand, français, espagnol, russe, japonais, portugais, italien, chinois, danois, finnois, norvégien/bokmal, suédois, néerlandais, hongrois, polonais.

## Voir également
- ActiveSync
- Push Email
- BlackBerry Enterprise Server
- Sender Policy Framework
- SyncML

## Autres sources
- Stephanie Jordan (September 27, 2012) Hijacked Email Account Detection, Messaging News
- Joel Snyder (March 09, 2009) ALT-N's MDaemon offers easiest management, Network World
- Arvel Hathcock (February 2008) Ask The Expert: A layered approach to trusted messaging, Financial Services Technology
- ServerWatch Staff (June 15, 2006) Latest MDaemon Release Keeps Pace With Times, ServerWatch
- Tom Yager (March 11, 2002) (E-mail Server Software) Affordable, capable e-mail. MDaemon Pro 5.04 adds LDAP to its rich roster of capabilities, InfoWorld p. 36 & 38; online version
- Tom Yager (April 24, 2000) (Mail server software) MDaemon Pro 3.0 proves speedy, but not scalable. Solid, low-price mail server adds IMAP4 support and spam blocking. InfoWorld, p. 66; online version in Computerworld Australia